# Liste de textes juridiques traitant de la peine de mort
Voici une liste non exhaustive de normes relatives à la peine de mort, que ce soit pour l'autoriser ou l'interdire.

## Normes mondiales

Membres des Nations unies

- Déclaration universelle des droits de l'homme de 1948 :

Article 3 : « Tout individu a droit à la vie, à la liberté et à la sûreté de sa personne. »
- Pacte international relatif aux droits civils et politiques de 1966 :
Article 6 -
  1. Le droit à la vie est inhérent à la personne humaine. Ce droit doit être protégé par la loi. Nul ne peut être arbitrairement privé de la vie.
  2. Dans les pays où la peine de mort n'a pas été abolie, une sentence de mort ne peut être prononcée que pour les crimes les plus graves, conformément à la législation en vigueur au moment où le crime a été commis et qui ne doit pas être en contradiction avec les dispositions du présent Pacte ni avec la Convention pour la prévention et la répression du crime de génocide. Cette peine ne peut être appliquée qu'en vertu d'un jugement définitif rendu par un tribunal compétent.
  3. Lorsque la privation de la vie constitue le crime de génocide, il est entendu qu'aucune disposition du présent article n'autorise un État partie au présent Pacte à déroger d'aucune manière à une obligation quelconque assumée en vertu des dispositions de la Convention pour la prévention et la répression du crime de génocide.
  4. Tout condamné à mort a le droit de solliciter la grâce ou la commutation de la peine. L'amnistie, la grâce ou la commutation de la peine de mort peuvent dans tous les cas être accordées.
  5. Une sentence de mort ne peut être imposée pour des crimes commis par des personnes âgées de moins de 18 ans et ne peut être exécutée contre des femmes enceintes.
  6. Aucune disposition du présent article ne peut être invoquée pour retarder ou empêcher l'abolition de la peine capitale par un État partie au présent Pacte.
- Deuxième protocole facultatif se rapportant au Pacte international relatif aux droits civils et politiques, visant à abolir la peine de mort de 1989 :

Tout le texte, possibilité d'une dérogation en temps de guerre. Convention ratifiée par tous les pays du monde sauf les États-Unis et la Somalie.
- Convention relative aux droits de l'enfant de 1989 :

Article 37 -
« Les États parties veillent à ce que :
a) Nul enfant ne soit soumis à la torture ni à des peines ou traitements cruels, inhumains ou dégradants. Ni la peine capitale ni l’emprisonnement à vie sans possibilité de libération ne doivent être prononcés pour les infractions commises par des personnes âgées de moins de dix-huit ans ; »
- Diverses résolutions :

« cinquante résolutions ont été adoptées par l'Assemblée générale, le Conseil économique et social et la Commission des droits de l'homme pour abolir la peine de mort. »

## Afrique

Pays ayant ratifiés la Charte africaine des droits de l'homme et des peuples

- Article 4 de la Charte africaine des droits de l'homme et des peuples de 1981 :

« La personne humaine est inviolable. Tout être humain a droit au respect de sa vie et à l'intégrité physique et morale de sa personne. Nul ne peut être privé arbitrairement de ce droit. »

## Amériques

### Organisation des États américains

Pays ayant ratifiés la Convention américaine relative aux droits de l'homme

- Convention américaine relative aux droits de l'homme de 1969 :
Article 4.  Droit à la vie
  1. Toute personne a droit au respect de sa vie. Ce droit doit être protégé par la loi, et en général à partir de la conception. Nul ne peut être privé arbitrairement de la vie.
  2. Dans les pays qui n'ont pas aboli la peine de mort, celle-ci ne pourra être infligée qu'en punition des crimes les plus graves en vertu d'un jugement définitif rendu par un tribunal compétent en application d'une loi prévoyant cette peine qui était en vigueur avant la perpétration du crime.  La peine de mort ne sera pas non plus appliquée à des crimes qu'elle ne sanctionne pas actuellement.
  3. La peine de mort ne sera pas rétablie dans les États qui l'ont abolie.
  4. En aucun cas la peine de mort ne peut être infligée pour des délits politiques ou pour des crimes de droit commun connexes à ces délits.
  5. La peine de mort ne peut être infligée aux personnes qui, au moment où le crime a été commis, étaient âgées de moins de dix-huit ans ou de plus de soixante-dix ans; de même elle ne peut être appliquée aux femmes enceintes.
  6. Toute personne condamnée à mort a le droit de demander l'amnistie, la grâce ou la commutation de la peine. L'amnistie, la grâce ou la commutation de la peine de mort peuvent être accordées dans tous les cas. La sentence de mort ne peut être exécutée tant que la demande sera pendante devant l'autorité compétente.

### États-Unis

Application de la peine de mort aux États-Unis :
Peine de mort abolie
Considère la peine de mort comme anticonstitutionnelle
Aucune exécution depuis 1976
A appliqué la peine de mort depuis 1976

- Constitutionnalité de la peine de mort aux États-Unis : Huitième amendement de la Constitution des États-Unis de 1791.
  - Version originale : « Excessive bail shall not be required, nor excessive fines imposed, nor cruel and unusual punishments inflicted. »
  - Traduction : « Il ne pourra être exigé de caution disproportionnée, ni imposé d'amendes excessives, ni infligé de peines cruelles ou inhabituelles. »

## Europe

Application de la peine de mort en Europe:
Abolie pour tous les crimes
Légale et appliquée

La Biélorussie est aujourd'hui le seul pays européen à appliquer librement la peine de mort, les autres pays européens étant membres du Conseil de l'Europe qui interdit la peine de mort.
L'Union européenne dont l'adhésion à la Conv EDH est prévue prohibe aussi la peine de mort.

### Conseil de l'Europe

États membres de la Convention EDH : les membres du Conseil de l'Europe.

- Article 2 de la Convention européenne des droits de l'homme de 1950 :

« Article 2 - Droit à la vie
1. Le droit de toute personne à la vie est protégé par la loi. La mort ne peut être infligée à quiconque intentionnellement, sauf en exécution d’une sentence capitale prononcée par un tribunal au cas où le délit est puni de cette peine par la loi.
2. La mort n’est pas considérée comme infligée en violation de cet article dans les cas où elle résulterait d’un recours à la force rendu absolument nécessaire :
  1. pour assurer la défense de toute personne contre la violence illégale ;
  2. pour effectuer une arrestation régulière ou pour empêcher l’évasion d’une personne régulièrement détenue ;
  3. pour réprimer, conformément à la loi, une émeute ou une insurrection. »

### Union européenne
- Article II-2 de la Charte des droits fondamentaux de l'Union européenne de 2000 :

« Droit à la vie
Toute personne a droit à la vie.
Nul ne peut être condamné à la peine de mort, ni exécuté. »

### Pays d'Europe

#### Biélorussie

La Biélorussie, le seul pays d'Europe pratiquant la peine de mort.

- Constitution de la Biélorussie de 1996 :

Article 24 -
« Chacun a droit à la vie.
L'État protège la vie de l'individu contre toute atteinte illicite.
Jusqu'à son abolition, la peine de mort est appliquée, conformément à la loi, comme une mesure exceptionnelle de châtiment, pour les crimes particulièrement graves et seulement en application d'une décision judiciaire. »,

#### France
- Loi n° 81-908 du 9 octobre 1981 portant abolition de la peine de mort[4] :
  - Article 1 : « La peine de mort est abolie ».
  - Article 3 : « Dans tous les textes en vigueur prévoyant que la peine de mort est encourue, la référence à cette peine est remplacée par la référence à la réclusion criminelle à perpétuité ou à la détention criminelle à perpétuité suivant la nature du crime concerné ».
- Article 66-1 inclus en 2007 dans la Constitution :

« Nul ne peut être condamné à la peine de mort.»